# Sclerencoelia
Sclerencoelia (Fr.) P. Karst. (orzechówka) – rodzaj grzybów z typu workowców (Ascomycota).

## Systematyka i nazewnictwo
Pozycja w klasyfikacji według Index Fungorum: Sclerotiniaceae, Helotiales, Leotiomycetidae, Leotiomycetes, Pezizomycotina, Ascomycota, Fungi.
Takson ten utworzyli Kadri Pärtel i Hans-Otto Baral w 2016 r. Polską nazwę zarekomendowała Komisja ds. Polskiego Nazewnictwa Grzybów przy Polskim Towarzystwie Mykologicznym.
Gatunki:
- Sclerencoelia fascicularis (Alb. & Schwein.) Pärtel & Baral 2016 – sklerorzechówka wiązkowa
- Sclerencoelia fraxinicola Baral & Pärtel 2016
- Sclerencoelia pruinosa (Ellis & Everh.) Pärtel & Baral 2016

Wykaz gatunków i nazwy naukowe na podstawie Index Fungorum. Nazwa polska na podstawie rekomendacji Komisji ds. Polskiego Nazewnictwa Grzybów.